# إسماعيل سلام
إسماعيل عوض الله محمد سلام هو أستاذ جراحة قلب مصري بكلية طب عين شمس ووزير الصحة الأسبق من 4 يناير 1996 وحتى 11 مارس 2002.

## حياته
ولد في قرية زاوية رزين التابعة لمركز منوف بمحافظة المنوفية

## حياته المهنية
- تخرج في كلية طب عين شمس سنة 1964، ثم حصل على درجة الدكتوراه في صمامات القلب وجراحاتها من إنجلترا وعمل أستاذاً بجامعة غلاسكو 1972، وجامعة ألاباما بالولايات المتحدة سنة 1979، كما عمل بالكويت سنة 1975. اختير ضمن الهيئة الدولية لتسجيل تاريخ الشخصيات الدولية في لندن

## حياته السياسية
- وزير الصحة الأسبق من 4 يناير 1996[1] وحتى 11 مارس 2002.[2]
- عينه الرئيس محمد حسني مبارك عضواً بمجلس الشورى.[1]